# Erika Koch

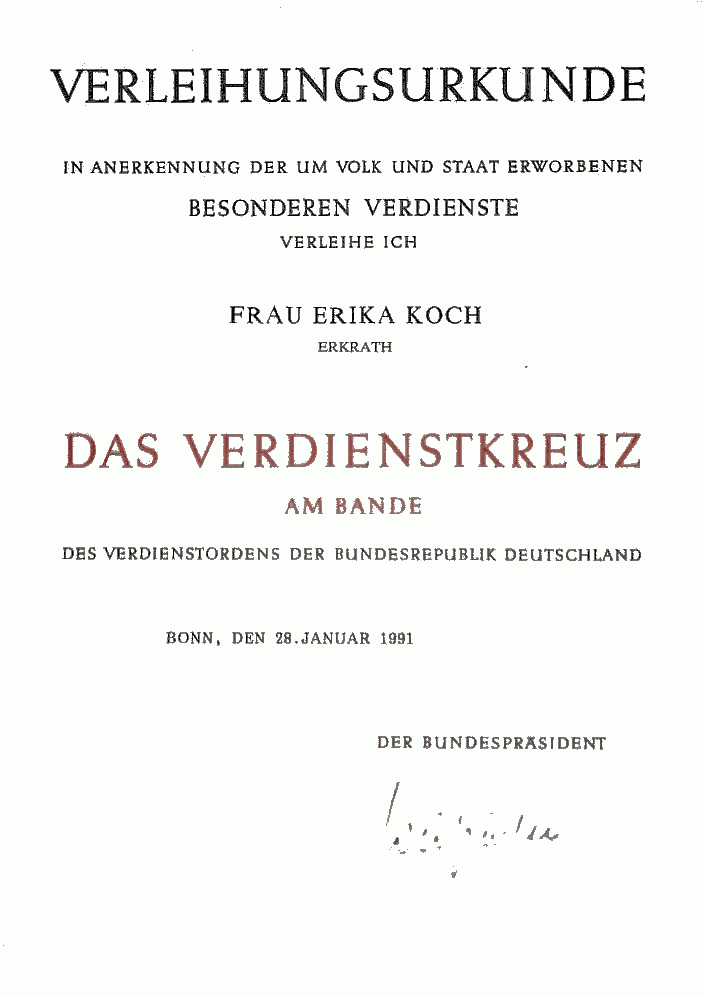
Bundesverdienstkreuz am Bande

Erika Koch (* 11. Oktober 1933 in Altena) ist durch ihre langjährige, ehrenamtliche Flüchtlingshilfe weit über Erkrath-Hochdahl hinaus bekannt.

## Leben und Werk
Nach ihrer Ausbildung zur Arzthelferin heiratete Erika Koch den Bauingenieur Gerhard Koch, mit dem sie fünf Kinder aufzog. Ihr sechstes, vermittelt durch eine Kirchengemeinde, war seit 1980 ein chinesischer Junge, dem mit seinem Vater die Flucht aus Vietnam gelungen war (Cap Anamur). Rasch folgten weitere Kontakte zu Flüchtlingen aus Vietnam und zunächst überwiegend aus Ghana und Äthiopien, die Hilfe brauchten – Kleidung und Hausrat, Sprachunterricht und Hausaufgabenhilfe, Behördengänge und Arztbesuche. Seit 1986 besteht die Erkrather Flüchtlingshilfe, in deren Namen sie Beschwerde- und Bittbriefe aufsetzt und bis 2020 jeden Donnerstagnachmittag zur Teestube für Flüchtlinge ins Haus der Kirchen einlud.

## Ehrungen
- Dutzende Flüchtlinge aus aller Welt nennen sie „meine Mutter“.
- 1991 erhielt sie das Bundesverdienstkreuz am Bande.